# Fabrício Morandi
Fabrício Morandi (* 28. April 1981) ist ein brasilianischer Straßenradrennfahrer.
Fabrício Morandi gewann 2005 das brasilianische Eintagesrennen Prova Ciclistica 1° de Maio-Grande Prémio Ayrton Senna und er wurde Dritter in der Gesamtwertung der Volta do Paraná. Seit 2007 fährt er für die brasilianische Mannschaft Scott-Marcondes Cesar-São José dos Campos. In seinem zweiten Jahr dort wurde er Zweiter der Gesamtwertung bei der Volta do Paraná. In der Saison 2009 gewann Morandi mit seinem Team das Mannschaftszeitfahren bei der Volta do Estado de São Paulo.

## Erfolge
2009
- Mannschaftszeitfahren Volta do Estado de São Paulo

## Teams
- 2007 Scott-Marcondes Cesar-São José dos Campos
- 2008 Scott-Marcondes Cesar-São José dos Campos
- 2009 Scott/Marcondes Cesar/S.J.Campos

- 2013 GRCE Memorial/Prefeitura de Santos/Giant
- 2014 Memorial-Prefeitura de Santos